# Льюїс Кумас
Лью́їс Те́ренс Ку́мас (англ. Lewis Terence Koumas; нар. 19 вересня 2005, Честер) — валлійський футболіст, нападник або півзахисник клубу Прем'єр-ліги «Ліверпуль» і збірної Уельсу.
На умовах оренди грає за «Сток Сіті».

## Клубна кар'єра
Кумас приєднався до академії Ліверпуля у віці 11 років у листопаді 2016 року, провівши 3 роки в академії Транмір Роверс. Свій перший професійний контракт з «Ліверпулем» він підписав у січні 2023 року.
Льюїс вперше з'явився в основній команді 14 грудня 2023 року, залишившись на лаві запасних у програному матчі Ліги Європи проти «Юніона» (1–2).
Кумас був на лаві запасних 25 лютого 2024 року у фіналі Кубка ліги 2024 на стадіоні «Вемблі», у якому «Ліверпуль» переміг «Челсі» з рахунком 1–0 після додаткового часу. 28 лютого дебютував за основну команду «Ліверпуля» в матчі п'ятого раунда Кубка Англії проти «Саутгемптона», вийшовши в стартовому складі. Також у цьому поєдинку відзначився і своїм першим голом за клуб.

## Кар'єра у збірній
Кумас має право представляти Англію за народженням, Уельс — через батька, а Кіпр — через свого діда по батьківській лінії.
Кумас був включений до національної збірної Уельсу U-19 у березні 2023 року на матчі проти Шотландії. Він дебютував 23 березня, вийшовши в стартовому складі в переможному матчі Уельсу з рахунком 2–1, а потім був замінений на 55-й хвилині. Він був знову викликаний в червні й забив у матчі проти Швеції (2–2).

## Стиль гри
Окрім гри на позиції півзахисника, Кумас виступав переважно як нападник «Ліверпуля» U-18.

## Особисте життя
Кумас є сином колишнього гравця збірної Уельсу Джейсона Кумаса.

## Статистика виступів

### Статистика виступів за збірну
Станом на 16 листопада 2024 року
| Дата       | Місто   | Господарі  | Результат | Гості     | Турнір                               | Голи | Примітки |
| ---------- | ------- | ---------- | --------- | --------- | ------------------------------------ | ---- | -------- |
| 6-6-2024   | Фару    | Гібралтар  | 0 – 0     | Уельс     | товариський матч                     | -    | 73'      |
| 9-6-2024   | Трнава  | Словаччина | 4 – 0     | Уельс     | товариський матч                     | -    | 60'      |
| 6-9-2024   | Кардіфф | Уельс      | 0 – 0     | Туреччина | Ліга націй УЄФА 2024—2025 - 1-й етап | -    | 72'      |
| 9-9-2024   | Никшич  | Чорногорія | 1 – 2     | Уельс     | Ліга націй УЄФА 2024—2025 - 1-й етап | -    | 46'      |
| 16-11-2024 | Кайсері | Туреччина  | 0 – 0     | Уельс     | Ліга націй УЄФА 2024—2025 - 1-й етап | -    | 90'      |
| Усього     |         | Матчів     | 5         |           | Голів                                | 0    |          |

## Нагороди та досягнення
«Ліверпуль»
- Володар Кубка Футбольної ліги: 2023–24[8]